# ニコライ・ポタポフ

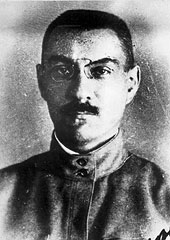
革命か内戦頃撮影

ニコライ・ミハイロヴィッチ・ポタポフ（ロシア語: Николай Михайлович Потапов、1871年3月2日 - 1946年）は、ロシア帝国、ソビエト連邦の軍人。情報将校。ロシア帝国軍時代の最終階級は中将、労農赤軍では旅団長。

## 経歴
モスクワの役人の家庭に生まれる。

### ロシア帝国軍
- 1888年 - 幼年団（幼年学校）卒業
- 1891年 - ミハイロフ砲兵学校卒業
- 1897年 - ニコライ参謀本部アカデミー（ロシア語版、英語版）卒業
- 1898年1月 - 第38歩兵師団先任参謀副官
- 1898年5月 - ワルシャワ軍管区（英語版）本部附属委任補給将校
- 1901年3月 - 在ウィーン軍事エージェント補佐
- 1903年6月 - 在モンテネグロ軍事エージェント。第一次世界大戦勃発と共に、モンテネグロ総司令部附属ロシア司令部代表
- 1916年8月 - 参謀本部総局疎開局長
- 1916年11月 - 参謀本部総局疎開・軍人管理課長

### ソビエト政権
二月革命後、国会臨時委員会附属軍事委員会委員長となる。ポタポフは、新政権に忠誠を誓い、1917年4月13日、参謀本部総局補給総監に任命された。十月革命後、人民委員会議とも協力し、11月23日に参謀本部総局長兼軍事省管理官に任命された。12月から軍務人民委員部管理官。
後に1920年代、偽の反革命組織をでっち上げ、反体制派を国内に誘引・撃滅するOGPUのトレスト作戦の立案者の1人となる。1936年7月21日、旅団長の階級を授与される。